# Domini di Terraferma
v.  1400 – 1797
(environ 400 ans)
Entités précédentes :
- Saint-Empire romain germanique

Entités suivantes :
- Province vénitienne
- République française (républiques sœurs d'Italie)

Les Domini di Terraferma, expression italienne signifiant « Domaines de la Terre ferme » (aussi désignés par l'expression vénitienne équivalente Domini de Teraferma, ou Stato da tera, « État de la Terre »), désigne les territoires continentaux de la république de Venise situés dans le nord-est de l'Italie, entre le début de son expansion continentale au début du XVe siècle et la chute de la république de Venise en 1797.
Avec le Dogado (autrement dit, la ville de Venise et ses environs) et le Stato da Màr (« État de la Mer »), les Domini di Terraferma, dont les principales cités sont Bergame, Brescia, Vérone, Padoue, Trévise et Udine, formaient l'une des trois composantes territoriales de la république de Venise.
Lors de la chute de la république de Venise en 1797, les domaines de la terre ferme sont partagés entre la monarchie des Habsbourg, qui s'empare notamment de la ville de Venise et constitue sa province vénitienne, et les « républiques sœurs » de la France. En 1805, Napoléon Ier conquiert les territoires anciennement vénitiens sous domination autrichienne et les unifie avec les territoires sous domination française au sein du royaume d'Italie.

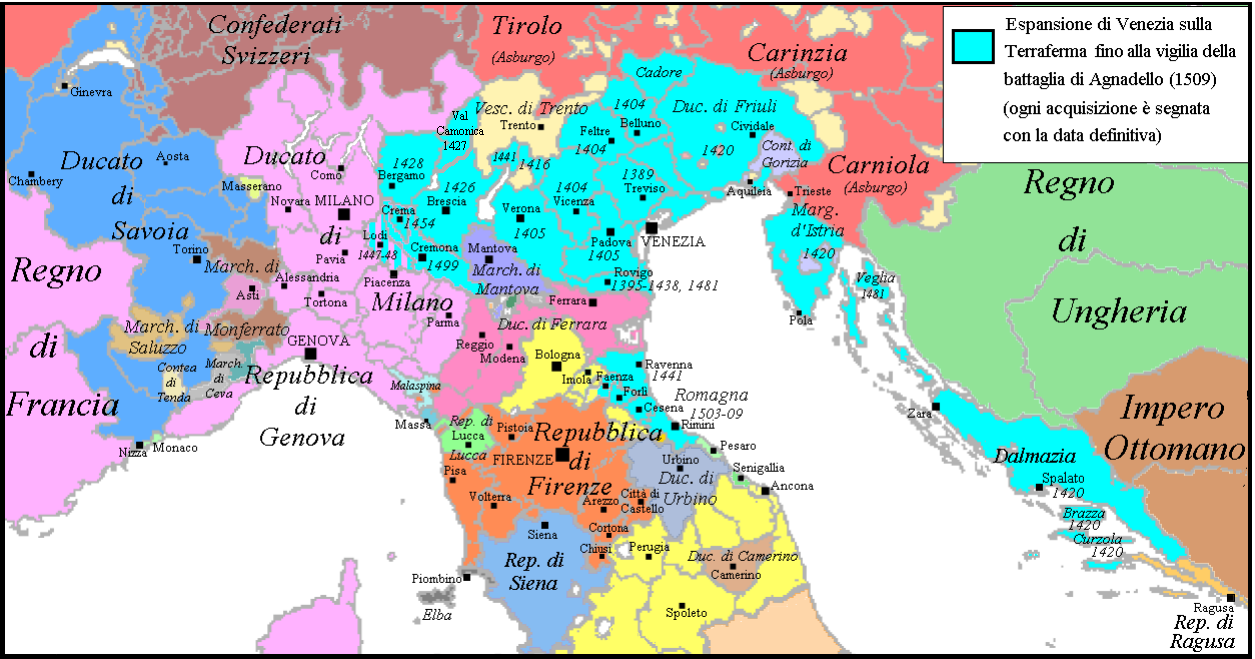
En bleu les territoires de la république de Venise avec les dates d'acquisition.

Au congrès de Vienne de 1815 qui suit les défaites napoléoniennes, la république de Venise n'est pas rétablie et ces territoires échoient à l'empire d'Autriche qui les intègre à son « royaume Lombard-Vénitien ».

## Sources
- Jean-Claude Hocquet, Venise au Moyen Âge, Guide Belles Lettres des Civilisations, Les Belles Lettres, Paris 2003.
- John Julius Norwich, Histoire de Venise, Payot, Paris 1986,  (ISBN 978-2-228-14120-8).
- Alvise Zorzi, Une cité, une république, un empire : Venise, Fernand Nathan, Paris 1980  (ISBN 978-2-09-284535-6).